# سرخرگ قولونی میانی
سرخرگ قولونی میانی یا شریان کولیک میانی (انگلیسی: Middle colic artery) اولین شاخه از سه شاخه منشعب از سمت راست تنه اصلی سرخرگ روده‌بندی بالایی (شریان مزانتریک فوقانی) است که به کولون عرضی خونرسانی می کند.
این سرخرگ از سرخرگ روده‌بندی بالایی جدا می‌شود و از زیر لوزالمعده عبور کرده و با وارد شدن به مزوکولون عرضی به شاخه‌های راست و چپ تقسیم می‌شود. شاخه راست آن با شریان کولیک راست و شاخه چپ آن با شریان کولیک چپ که شاخه‌ای از روده‌بندی پایینی است، بازپیوسته(آناستوموز) می‌شود.